# 三官庙镇 (蓝田县)
三官庙镇，是中华人民共和国陕西省西安市蓝田县下辖的一个乡镇级行政单位。
2015年，陕西省民政厅批复同意撤销金山镇，并入三官庙镇。

## 行政区划
三官庙镇下辖以下地区：
三官庙村、宋家坡村、面岭村、过风岭村、杨顶村、曹湾村、里峪湾村、新房街村、马前湾村、冯岭村、韩岭村、高坪村、金山村、龙门村、柴家村、南湾岭村、核桃源村、误饭村、北苍湾村、上安村、寨子岭村、龙曲村、牺惶岭村、胡家窑村和北里村。